# Justice League: Generation Lost
Justice League: Generation Lost — ограниченная серия комиксов, которую в 2010—2011 годах издавала компания DC Comics. Сюжет вращается вокруг Международной Лиги Справедливости, в частности Капитана Атома, Бустера Голда, Хайме Рейеса (третьего Синего Жука), Огня, Льда и Ракетно-Красного; они сталкиваются с недавно воскресшим Максвеллом Лордом.

## Коллекционные издания
- Justice League: Generation Lost Volume One (собраны Justice League: Generation Lost #1-12, 320 с., твёрдый переплёт — апрель 2011, ISBN 1-4012-3020-2; мягкая обложка — февраль 2012, ISBN 1-4012-3225-6)
- Justice League: Generation Lost Volume Two (собраны Justice League: Generation Lost #13-24, 320 с., твёрдый переплёт — октябрь 2011, ISBN 1-4012-3283-3)

## Отзывы
На сайте Comic Book Roundup серия имеет оценку 7,2 из 10 на основе 65 рецензий. Дэн Филлипс из IGN дал первому выпуску 7,8 балла из 10 и посчитал, что за серией «стоит следить». Дуг Завиша из Comic Book Resources, обозревая дебют, отмечал, что «Гиффен и Виник проделали большую работу по представлению персонажей для читателей», но подчеркнул, что «сама история немного подкачала», и назвал её «довольно банальной». Дэнни Джельосевич из Comics Bulletin акцентировал внимание на работе Лопрести.